# ジョシュア・ゴメス
ジョシュア・ゴメス（Joshua Gomez, 1975年11月20日 - ）は、アメリカ合衆国出身の俳優である。

## 出演作品

### テレビ
- CHUCK/チャック（モーガン・グライムス）
- WITHOUT A TRACE/FBI 失踪者を追え!
- Invasion -インベイジョン-
- ロー&オーダー
- キャッスル 〜ミステリー作家は事件がお好き シーズン6 第5話（サイモン・ドイル）
- SCORPION/スコーピオン